# Place de France (Erevan)
Pour les articles homonymes, voir Place de France.
La place de France est une place du centre d'Erevan, capitale de l'Arménie, inaugurée par les présidents Jacques Chirac et Robert Kotcharian le 30 septembre 2006 en présence de Charles Aznavour.

## Présentation
Située entre l'Opéra et le monument de la Cascade, elle est traversée par quelques-unes des plus grandes rues de la ville dont l'avenue Mesrop-Machtots, la rue Sayat Nova et l'avenue du Maréchal-Baghramyan.